# Abu Bakr Mirza
Abu Bakr Mirza fou un príncep timúrida de la branca de Transoxiana, fill d'Abu Saïd i el pare va sotmetre al príncep local, un timúrida conegut com a Muhammad Badakhshi, que no va oferir resistència, i va donar el govern de Badakhxan, Kunduz, Khuttalan i Caghaniyan a Abu Bakr Mirza. Muhammad Badakhshi es va establir a Herat però el seu fill va fugir a Kashghar. Al cap d'un cert temps el príncep refugiar va retornar i va expulsar a Abu Bakr, i el país va haver de tornar a ser conquerit per Abu Saïd. Muhammad Badakhshi fou executat (1466/1467) i Abu Bakr restaurat. El pare va fer una expedició a l'Azerbaidjan el 1468, però fou derrotat a l'hivern del 1468-1469 i fet presoner sent executat el 5 de febrer de 1469. Abu Bakr va conservar el poder encara deu anys fins que va morir el 1479; llavors el seu germà Sultan Mahmud Mirza que era príncep d'Hisor va adquirir el govern de Badakhshan que va quedar unit a Hisor fins a la conquesta d'aquesta ciutat pels uzbeks, al començament del segle xvi.